# Nathan Deakes
Nathan Douglas Deakes (Geelong, 17 agosto 1977) è un ex marciatore australiano.
Campione mondiale di marcia 50 km ad Osaka 2007, è l'attuale detentore dei record oceaniani della 20 km e della 50 km, stabiliti rispettivamente nel 2005 e nel 2006.

## Record oceaniani

### Seniores
- Marcia 20 km: 1h17'33" ( Cixi, 23 aprile 2005)
- Marcia 30 km: 2h05'06" ( Hobart, 28 agosto 2006)
- Marcia 50 km: 3h35'47" ( Geelong, 2 dicembre 2006)

## Palmarès
| Anno | Manifestazione          | Sede         | Evento          | Risultato | Prestazione | Note                                     |
| ---- | ----------------------- | ------------ | --------------- | --------- | ----------- | ---------------------------------------- |
| 1996 | Mondiali juniores       | Sydney       | Marcia 10 000 m | Bronzo    | 41'11"44"   |                                          |
| 1998 | Giochi del Commonwealth | Kuala Lumpur | Marcia 20 km    | Bronzo    | 1h26'06"    |                                          |
| 1999 | Mondiali                | Siviglia     | Marcia 20 km    | 7º        | 1h25'26"    |                                          |
| 2000 | Giochi olimpici         | Sydney       | Marcia 20 km    | 8º        | 1h21'03"    | Miglior prestazione personale stagionale |
| 2000 | Giochi olimpici         | Sydney       | Marcia 50 km    | 6º        | 3h47'29"    | Miglior prestazione personale            |
| 2001 | Mondiali                | Edmonton     | Marcia 20 km    | 4º        | 1h20'55"    |                                          |
| 2001 | Mondiali                | Edmonton     | Marcia 50 km    | dq        | dq          |                                          |
| 2002 | Giochi del Commonwealth | Manchester   | Marcia 20 km    | Oro       | 1h25'35"    |                                          |
| 2002 | Giochi del Commonwealth | Manchester   | Marcia 50 km    | Oro       | 3h52'40"    |                                          |
| 2004 | Giochi olimpici         | Atene        | Marcia 20 km    | Bronzo    | 1h20'02"    |                                          |
| 2004 | Giochi olimpici         | Atene        | Marcia 50 km    | dq        | dq          |                                          |
| 2006 | Giochi del Commonwealth | Melbourne    | Marcia 20 km    | Oro       | 1h19'55"    |                                          |
| 2006 | Giochi del Commonwealth | Melbourne    | Marcia 50 km    | Oro       | 3h42'53"    |                                          |
| 2007 | Mondiali                | Osaka        | Marcia 50 km    | Oro       | 3h43'53"    | Miglior prestazione personale stagionale |
| 2011 | Mondiali                | Taegu        | Marcia 50 km    | dnf       | dnf         |                                          |
| 2012 | Giochi olimpici         | Londra       | Marcia 50 km    | 19º       | 3h48'45"    |                                          |

## Altre competizioni internazionali
1997
- 53º in Coppa del mondo di marcia ( Poděbrady), marcia 20 km - 1h23'58"

2004
- Bronzo in Coppa del mondo di marcia ( Naumburg), marcia 20 km - 1h19'11"

2006
- 5º in Coppa del mondo di marcia ( La Coruña), marcia 20 km - 1h19'37"